# 134 TCN
Năm 134 TCN là một năm trong lịch Julius. 